# Aloe vogstii
Aloe vogstii é uma espécie de liliopsida do gênero Aloe, pertencente à família Asphodelaceae.